# História dos foguetes
História dos foguetes inicia quando os primeiros foguetes foram usados como sistemas de propulsão para flechas, e podem ter aparecido já no século X na dinastia Song na China. No entanto, evidências documentais mais sólidas não aparecem até o século XIII. A tecnologia provavelmente se espalhou pela Eurásia na esteira das conquistas e invasões mongóis de meados do século XIII. O uso de foguetes como armas antes dos foguetes modernos é atestado na China, Coreia, Índia e Europa. Um dos primeiros lança-foguetes registrados é o lançador de flechas de fogo "ninho de vespa" produzido pela dinastia Ming em 1380. Na Europa, foguetes também foram usados no mesmo ano na batalha naval de Chioggia (Veneza). O reino joseon da Coreia usou um tipo de lançador móvel de foguetes múltiplos conhecido como Munjong Hwach'a em 1451.
O uso de foguetes na guerra tornou-se ultrapassado por volta do século XV. O uso de foguetes em guerras foi revivido com a criação de foguetes de ferro, que foram usados pelo Reino de Maiçor (foguetes mysoreanos) e pelo Império Marata durante meados do século XVIII, e mais tarde foram copiados pelos britânicos. Os modelos e melhorias posteriores eram conhecidos como o foguete Congreve e usado nas Guerras Napoleônicas.

## Etimologia
O nome Rocket vem do italiano Rocchetta, que significa "bobina" ou "pequeno fuso", dada a semelhança em forma com a bobina ou carretel, usado em tecelagem, para segurar o fio para ser alimentado a uma roda giratória.

## China

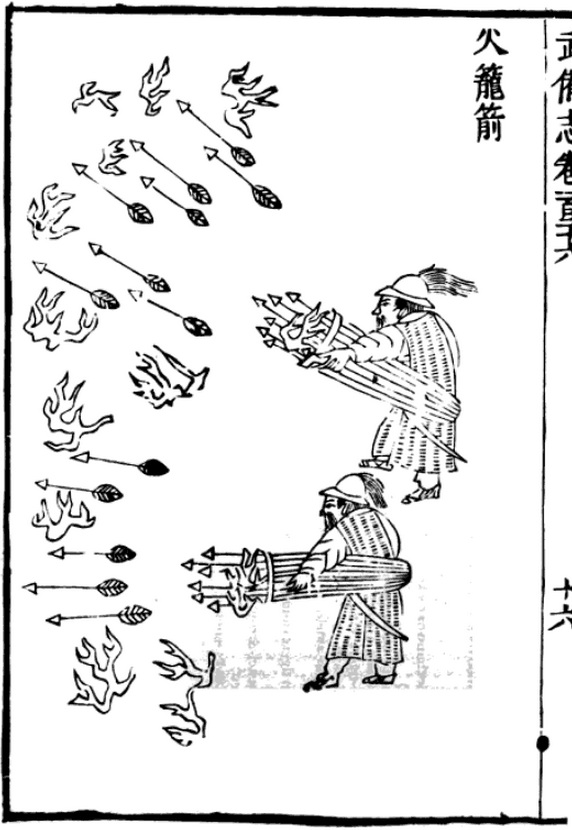
Lançadores de flechas de fogo, conforme descrito no tratado militar Wubei Zhi. O lançador era construído com cestaria.

A datação da invenção do primeiro foguete, também conhecida como flecha de fogo impulsionada pela pólvora, é contestada. A História de Song atribui a invenção a duas pessoas diferentes em momentos diferentes, Feng Zhisheng em 969 e Tang Fu em 1000. No entanto, Joseph Needham argumenta que os foguetes não poderiam ter existido antes do século XII, uma vez que as fórmulas de pólvora listadas no Wujing Zongyao não são adequadas como propulsor de foguetes.
Foguetes podem ter sido usados já em 1232, quando surgiram relatos descrevendo flechas de fogo e "potes de ferro" que podiam ser ouvidos por 5 léguas (25 km, ou 15 milhas) quando explodiam com o impacto, causando devastação por um raio de 600 metros (2.000 pés), aparentemente devido a estilhaços. Uma "lança de fogo voadora" que tinha canos reutilizáveis também foi mencionada como sendo usada pela dinastia Jin (1115-1234)." Foguetes são teriam sido usados pela Marinha Song em um exercício militar datado de 1245. A propulsão de foguetes de combustão interna é mencionada em uma referência a 1264, registrando que o "rato-terra", um tipo de fogo de artifício, havia assustado a Imperatriz-Mãe Gongsheng em uma festa realizada em sua homenagem por seu filho, o Imperador Lizong.
Posteriormente, foguetes são incluídos no tratado militar Huolongjing, também conhecido como Manual de Fogo Drake, escrito pelo oficial de artilharia chinês Jiao Yu em meados do século XIV. Este texto menciona o primeiro foguete multiestágios conhecido, o Huolongchushui ("dragão de fogo emitido da água") que se acredita ter sido usado pela marinha chinesa.
Lança-foguetes conhecidos como "ninhos de vespas" foram usados pelo exército de Ming em 1380. Em 1400, o legalista Li Jinglong usou lançadores de foguetes contra o exército do imperador Yongle.
O historiador americano Frank H. Winter propôs em The Proceedings of the Twentieth and Twenty-First History Symposia da Academia Internacional de Astronáutica que o sul da China e os festivais de foguetes Bun Bang Fai da comunidade laosiana poderiam ter sido fundamentais na subsequente propagação de foguetes no Oriente.
| | | | |
| Um "ninho de abelhas" (yi wo feng 一窩蜂) lançador de flechas foguete conforme descrito no Wubei Zhi. Assim chamado por causa de sua forma hexagonal de favo de mel. | A "tela de flecha de fogo divina" da obra Huolongjing. Um lançador de flechas estacionário que carrega cem flechas de fogo. Ele é ativado por um mecanismo semelhante a uma armadilha, possivelmente com design de trava. | Vários lançadores de foguetes de carrinhos de mão lado a lado. Visto de cima para baixo. Do Wubei Zhi. | Um 'carro de mão de bombeiros' construído pela união de quatro lançadores de foguetes 'serpente longa', dois lançadores de flechas de foguetes quadrados 'cem tigres', dois emissores de múltiplas balas e duas lanças para combate corpo a corpo. Do Wubei Zhi. |

## Disseminação da tecnologia de foguetes

### Mongóis
A flecha de fogo chinesa foi adotada pelos mongóis no norte da China, que empregavam especialistas em foguetes chineses como mercenários no exército mongol. Acredita-se que os foguetes se espalharam através das invasões mongóis para outras áreas da Eurásia em meados do século XIII.
Armas semelhantes a foguetes foram usadas na Batalha de Mohi no ano de 1241.

### Oriente Médio
Entre 1270 e 1280, Hasan al-Rammah escreveu seu al-furusiyyah wa al-manasib al-harbiyya ("O Livro da Equitação Militar e Dispositivos de Guerra Engenhosos"), que incluiu 107 receitas de pólvora, 22 das quais são para foguetes. De acordo com Ahmad Y. al-Hassan, as receitas de al-Rammah eram mais explosivas do que foguetes usados na China na época. A terminologia usada por al-Rammah indica uma origem chinesa para as armas de pólvora sobre as quais ele escreveu, como foguetes e lanças de fogo. Ibn al-Baitar, um árabe da Espanha que havia imigrado para o Egito, descreveu o saltpeter como "neve da China" (árabe: الررننن al-ṣīn). Al-Baytar morreu em 1248. Os historiadores árabes anteriores chamavam saltpeter de "neve chinesa" e " sal chinês". Os árabes usaram o nome "flechas chinesas" para se referir a foguetes. Os árabes chamaram fogos de artifício de "flores chinesas". Enquanto o nitrato de potássio era chamado de "Neve Chinesa" pelos árabes, foi chamado de "sal chinês" (persa: ممن יننن namak-i čīnī) pelos iranianos, ou "sal dos pântanos chineses" (namak shūra chīnī persa: مم مررن ررنيي).

### Índia
Mercenários são creditados como tendo usado foguetes portáteis na Índia em 1300. Em meados do século XIV, os indianos também usavam foguetes na guerra.
O Reino de Maiçor usou foguetes durante o século XVIII nas guerras Anglo-Mysores os britânicos. De acordo com James Forbes, o Império Marata também usou foguetes envoltos em ferro em suas batalhas.

### Coreia

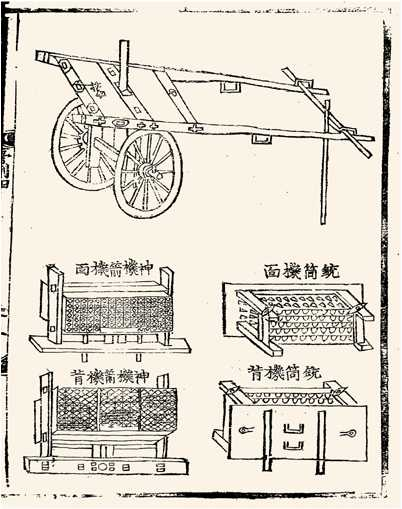
Um Hwach'a do tratado militar coreano Gukjo orye seorye (1474).

O reino coreano de Joseon começou a produzir pólvora em 1374 e estava produzindo canhões e foguetes em 1377. No entanto, os carrinhos de lançamento múltiplo de foguetes conhecidos como Munjong Hwach'a não apareceram até 1451.

### Europa
Na Europa, Roger Bacon menciona pólvora em seu Opus Majus de 1267.
No entanto, os foguetes não aparecem na guerra europeia até a batalha naval de Chioggia de 1380.
Konrad Kyeser descreveu foguetes em seu famoso tratado militar Bellifortis por volta de 1405.
Jean Froissart (c. 1337 - c. 1405) teve a ideia de lançar foguetes através de tubos, para que pudessem fazer voos mais precisos. A ideia de Froissart é um precursor da moderna bazuca.

## Adoção na Europa renascentista
De acordo com o historiador do século XVIII Ludovico Antonio Muratori, foguetes foram usados na guerra de Chioggia entre as repúblicas de Gênova e de Veneza em Chioggia em 1380. É incerto se Muratori estava correto em sua interpretação, como a referência também poderia ter sido para bombarda, mas Muratori é a fonte para a afirmação generalizada de que o uso europeu mais antigo registrado de artilharia de foguetes data de 1380. Konrad Kyeser descreveu foguetes em seu famoso tratado militar Bellifortis por volta de 1405. Kyeser descreve três tipos de foguetes, aquático, de voo livre e controlado por cabo.
Giovanni Fontana em Bellicorum instrumentorum liber (c. 1420) descreveu foguetes voadores em forma de pombas, foguetes em forma de lebres, e um grande carro impulsionado por três foguetes, bem como um grande torpedo-foguete com a cabeça de um monstro marinho.
Em meados do século XVI, Conrad Haas escreveu um livro que descrevia tecnologia de foguetes que combinava fogos de artifício e tecnologias de armas. Este manuscrito foi descoberto em 1961, nos registros públicos de Sibiu (Sibiu registros públicos Varia II 374). Seu trabalho lidou com a teoria do movimento de foguetes multiestágios, diferentes misturas de combustível usando combustível líquido, e introduziu aletas em forma de delta e tubeiras em forma de sino.
A palavra foguete, tem origem em 1379, quando um italiano chamado Muratori, usou a palavra "rochetta" para descrever as flechas propelidas por pólvora no período medieval. O termo italiano foi adotado em alemão em meados do século XVI, por Leonhard Fronsperger em um livro sobre artilharia de foguetes publicado em 1557, usando o termo Rogetee por Conrad Haas como Rackette; adotado em inglês em ca. 1610. Acredita-se que Johann Schmidlap, um fabricante alemão de fogos de artifício, tenha experimentado na prática em 1590. Acredita-se que ele pode ter sido o primeiro a lançar com sucesso foguetes de vários estágios, embora o conceito também seja discutido no trabalho de Conrad Haas, que foi uma influência direta sobre Schmidlap.

## Início da Idade Moderna
Lagari Hasan Çelebi foi um lendário aviador otomano que, de acordo com um relato escrito por Evliya Çelebi, fez um voo de foguete bem sucedido. Evliya Çelebi alegou que em 1633 Lagari Hasan Çelebi lançou-se de Sarayburnu (Cabo do Serralho) próximo ao palácio de Topkapı, em Istambul, a bordo de um foguete de 7 asas usando como propelente 50 okka (63,5 kg) de pólvora.

### Siemienowicz

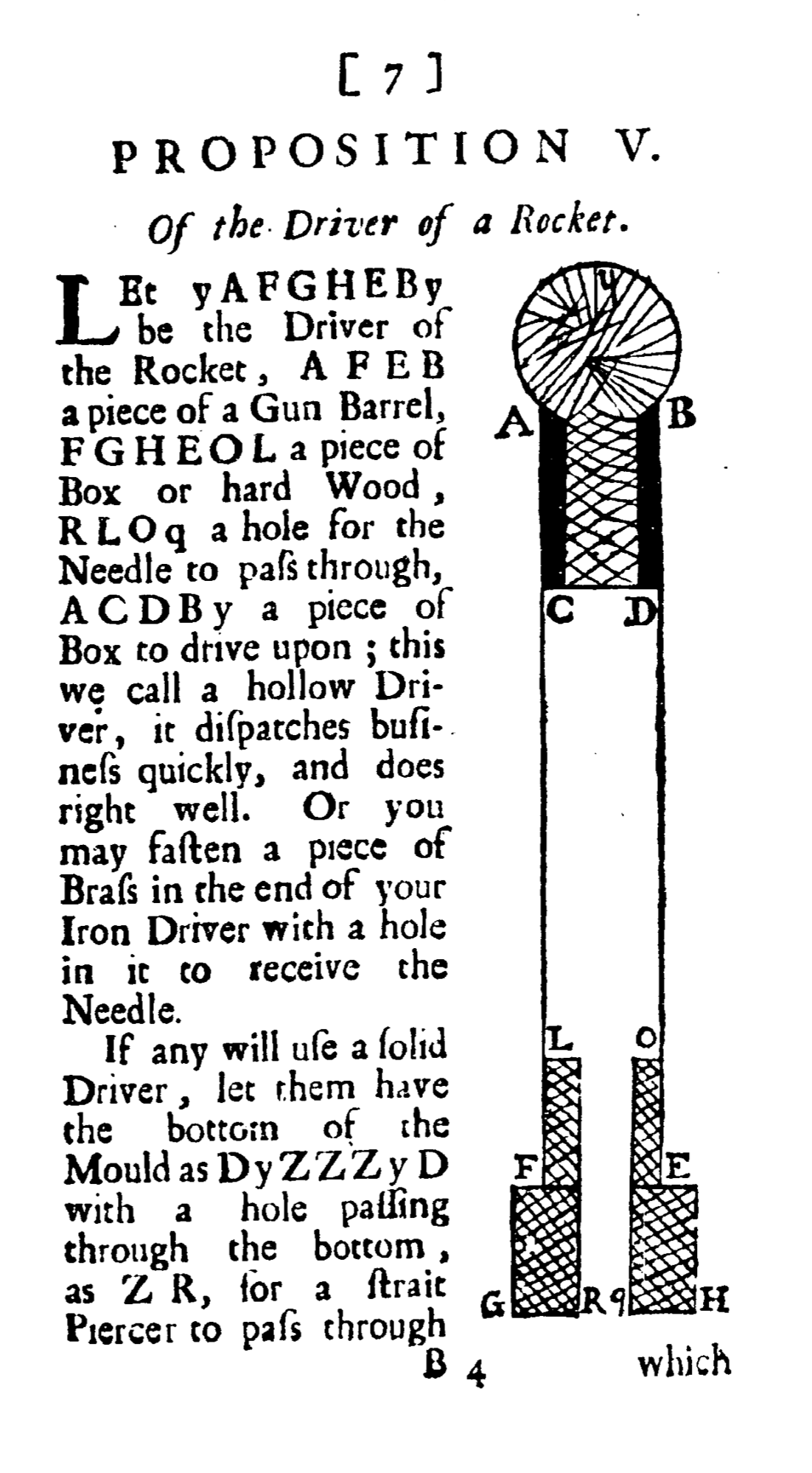
Robert Anderson sugeriu o uso de metal nos invólucros dos foguetes.

Artis Magnae Artilleriae pars prima ("Grande Arte da Artilharia, a Primeira Parte", também conhecida como "A Arte Completa da Artilharia"), impressa pela primeira vez em Amsterdã em 1650, foi traduzida para o francês em 1651, alemão em 1676, inglês e holandês em 1729 e polonês em 1963. Por mais de dois séculos, este trabalho do nobre polonês-lituano Kazimierz Siemienowicz foi usado na Europa como um manual básico de artilharia. O livro forneceu os projetos padrão para a criação de foguetes, bolas de fogo e outros dispositivos pirotécnicos. Continha um grande capítulo sobre calibre, construção, produção e propriedades de foguetes (para fins militares e civis), incluindo foguetes multiestágios, baterias de foguetes e foguetes com estabilizadores de asa delta (em vez das hastes guias comuns).

### Anderson
Em seu trabalho de 1696, "The Making of Rockets", em duas partes, a primeira contendo a fabricação de foguetes de menor capacidade e segunda sobre como fazer foguetes maiores, com 1.000 libras de peso ou mas, Robert Anderson propôs a construção de foguetes a partir do "pedaço de um cano de arma" cujo invólucro metálico seria muito mais resistente do que a papelão ou madeira.

### Foguetes indianos mysoreanos
Em 1792, os foguetes mysoreanos foram usados com sucesso por Fate Ali Tipu - governante do Reino de Maiçor (na Índia) contra as maiores forças da Companhia Britânica das Índias Orientais durante as guerras anglo-mysores. Os britânicos então se interessaram ativamente pela tecnologia e a desenvolveram ainda mais durante o século XIX. O uso de tubos de ferro para segurar o propulsor possibilitou maior impulso e maior alcance para o míssil (até 2 km de alcance).
Após a derrota de Tipu na Quarta Guerra Anglo-Mysore e a captura dos foguetes, eles foram influentes no desenvolvimento de foguetes britânicos, inspirando o foguete Congreve, posto em uso nas Guerras Napoleônicas.
| |                                                                                         | |
| Uma pintura mostrando o exército Mysoreano combatendo as forças britânicas com foguetes Mysoreanos. | Um soldado mysoreano da Índia, usando seu foguete como um mastro (Robert Home, 1793/4). | Uso de foguetes em um ataque de tropas mysoreanas à fortificação britânica durante a batalha de Nedumkotta (29 de Dezembro de 1789). |

## Artilharia de foguetes de pólvora do século XIX
William Congreve (1772-1828), do Comptroller of the Royal Arsenal, Woolwich, Londres, tornou-se uma figura importante no campo. A partir de 1801, Congreve pesquisou o projeto original dos foguetes mysoreanos e iniciou um vigoroso programa de desenvolvimento no laboratório do Arsenal. Congreve preparou uma nova mistura de propelente, e desenvolveu um motor de foguete com um tubo de ferro forte com nariz cônico. Este foguete Congreve inicial pesava cerca de 14,5 kg. A primeira demonstração do Royal Arsenal de foguetes de combustível sólido ocorreu em 1805.
Em 1809 no Rio de Janeiro, Sidney Smith (1764-1840) fez uma demonstração de tal foguete para o Príncipe Regente do Brasil D. João VI. Naquela demonstração, o foguete que fora direcionado para a Praia Grande, saiu de sua rota explodindo ao cair nos jardins do Palácio de São Cristóvão. Este acidente provocou um desinteresse inicial pela tecnologia dos foguetes no Brasil já que tal arma, aparentemente, seria incontrolável.
Os foguetes foram efetivamente usados durante as Guerras Napoleônicas e a Guerra Anglo-Americana de 1812. Congreve publicou três livros sobre foguetes.

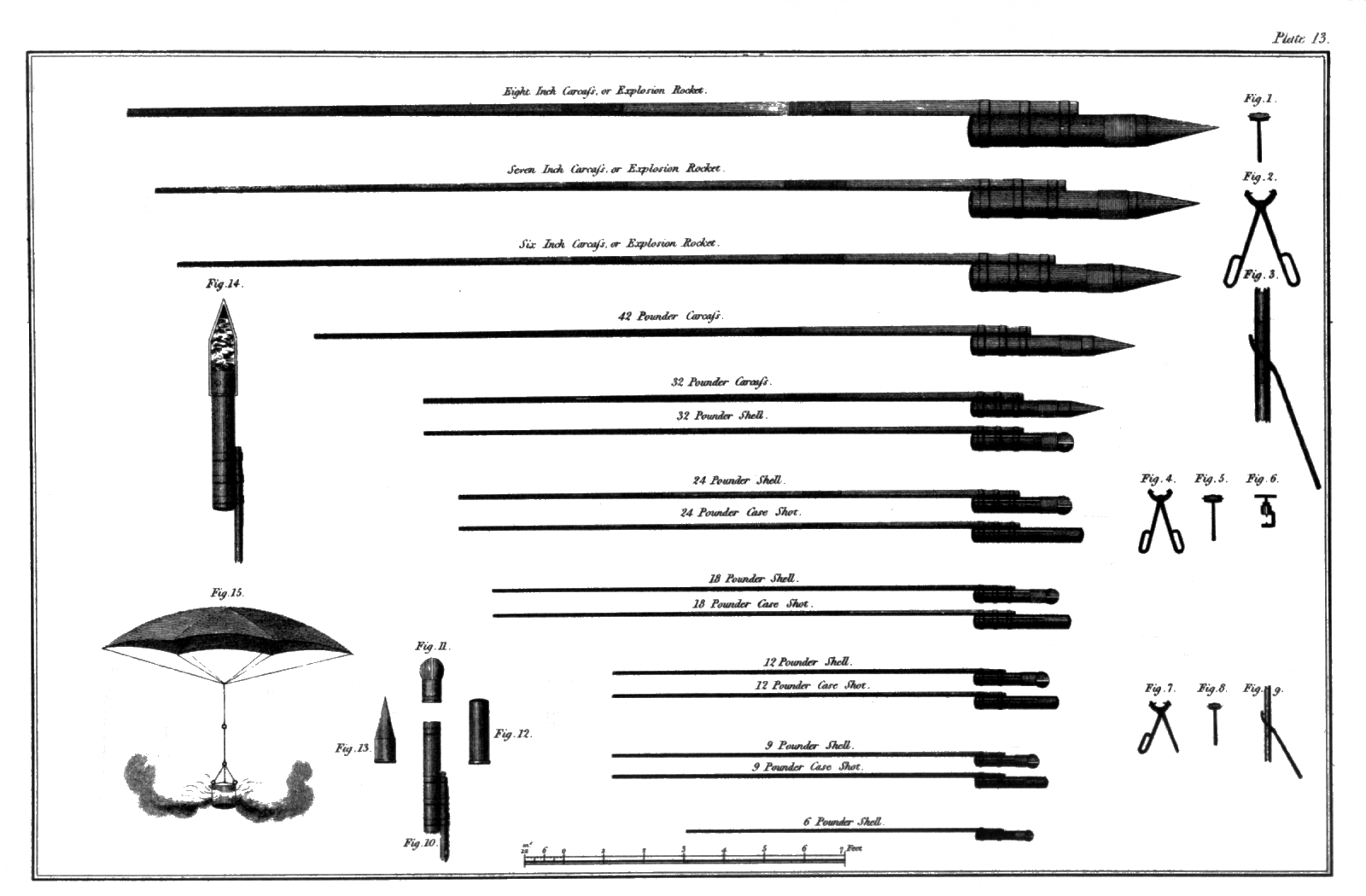
Foguete Congreve.

Posteriormente, o uso de foguetes militares se espalhou pelo mundo ocidental. Na Batalha de Baltimore, em 1814, os foguetes disparados contra o Fort McHenry pelo navio de foguetes HMS Erebus foram a fonte do "brilho vermelho dos foguetes" descrito por Francis Scott Key hino dos Estados Unidos, The Star-Spangled Banner. Foguetes também foram usados na Batalha de Waterloo em 1815.
Os primeiros foguetes eram muito imprecisos. Sem o uso de cabos ou quaisquer controladores de retroalimentação, eles tinham uma forte tendência a desviar bruscamente de seu curso pretendido. Os primeiros foguetes mysoreanos e seus sucessores britânicos Congreve reduziram um pouco o desvio, anexando uma vara longa ao fim de um foguete (semelhante aos modernos busca-pés) para tornar mais difícil para o foguete mudar de curso. O maior dos foguetes Congreve foi o Carcass ("Carcaça") de 14,5 kg, que tinha uma vara de 4,6 m. Originalmente, varas foram montadas na lateral, mas isso foi posteriormente alterado para montá-los no centro do foguete, reduzindo o arrasto e permitindo que o foguete fosse mais precisamente disparado de um segmento de tubo.
Em 1815 Alexander Dmitrievich Zasyadko (1779-1837) começou seu trabalho no desenvolvimento de foguetes militares de pólvora. Ele construiu plataformas de lançamento de foguetes (que permitiram o disparo de foguetes em salvas - 6 foguetes de cada vez) e dispositivos de lançamento de armas. Zasyadko elaborou uma tática para o uso militar de armas de foguetes. Em 1820 Zasyadko foi nomeado chefe do Arsenal de Petersburgo, Fábrica de Pó de Okhtensky, laboratório pirotécnico e a primeira Escola de Artilharia Mais Alta da Rússia. Ele organizou a produção de foguetes em uma oficina especial de foguetes e formou a primeira sub-unidade de foguetes no Exército Imperial Russo.
O capitão de artilharia Józef Bem (1794-1850) do Reino da Polônia iniciou experimentos com o que foi então chamado em polonês Raca Kongrewska. Estes culminaram em seu relatório Notes sur les fusees incendiares (edição alemã: Erfahrungen über die Congrevischen Brand-Raketen bis zum Jahre 1819 in der Königlichen Polnischen Artillerie gesammelt, Weimar 1820). A pesquisa ocorreu no Arsenal de Varsóvia, onde o capitão Józef Kosiński também desenvolveu lançadores de foguetes múltiplos adaptados em carroças de artilharia a cavalo. O 1º Corpo de Fogueteiros foi formado em 1822; viu pela primeira vez o combate durante a Guerra Polonesa-Russa 1830-31.
Durante a Guerra da Cisplatina, o tenente Carl Siegener (1798-1827), veterano da Batalha de Waterloo e servindo no Exército Imperial Brasileiro, ficou mortalmente ferido pela explosão acidental de foguetes que preparava para uma demonstração a seus superiores. Carl Siegener é considerado o "pioneiro-mártir" do uso de foguetes militares no Brasil.
A precisão melhorou muito em 1844, quando William Hale modificou o design do foguete de modo que o impulso foi ligeiramente vetorial, fazendo com que o foguete girasse ao longo de seu eixo de rotação como uma bala. O foguete Hale removeu a necessidade de uma vara de foguete, viajou mais adiante devido à redução da resistência ao ar, e foi muito mais preciso.
Em 1865, o coronel britânico Edward Mounier Boxer construiu uma versão aperfeiçoada do foguete Congreve colocando dois foguetes em um tubo, um atrás do outro.

## Pioneiros dos foguetes do início do século XX
No início do século XX, houve uma explosão de investigação científica sobre viagens interplanetárias, alimentada pela criatividade de escritores de ficção científica como Júlio Verne e H. G. Wells, bem como movimentos filosóficos como o cosmismo russo. Os cientistas aproveitaram o foguete como uma tecnologia capaz de conseguir isso na vida real, uma possibilidade reconhecida pela primeira vez em 1861 por William Leitch.
Em 1903, o professor de matemática do ensino médio Konstantin Tsiolkovski (1857-1935), inspirado em Verne e no Cosmismo, publicou The Exploration of Cosmic Space by Means of Reaction Devices, o primeiro trabalho científico sério sobre viagens espaciais. A equação de foguete de Tsiolkovski - o princípio que rege a propulsão de foguetes - é nomeada em sua homenagem (embora tenha sido descoberta anteriormente, Tsiolkovsky é honrado como sendo o primeiro a aplicá-lo à questão de se os foguetes poderiam alcançar velocidades necessárias para viagens espaciais). Ele também defendeu o uso de hidrogênio líquido e oxigênio para propelente, calculando sua velocidade máxima de escape. Seu trabalho era essencialmente desconhecido fora da União Soviética, mas dentro do país inspirou mais pesquisas, experimentações e a formação da Sociedade para o Estudo de Viagens Interplanetárias em 1924.
Em 1912, Robert Esnault-Pelterie publicou uma palestra sobre teoria dos foguetes e viagens interplanetárias. Ele derivava independentemente a equação do foguete de Tsiolkovsky, fazia cálculos básicos sobre a energia necessária para fazer viagens de ida e volta à Lua e planetas, e propôs o uso de energia nuclear (rádio) para alimentar uma unidade a jato (ver: Avião nuclear).
Em 1912 Robert Goddard, inspirado desde cedo por H.G. Wells e por seu interesse pessoal pela ciência, começou uma análise séria dos foguetes, concluindo que os foguetes convencionais de combustível sólido precisavam ser melhorados de três maneiras. Primeiro, o combustível deveria ser queimado em uma pequena câmara de combustão, em vez de construir todo o recipiente propulsor para suportar as altas pressões. Segundo, foguetes poderiam ser divididos em estágios. Finalmente, a velocidade de escape (e, portanto, a eficiência) poderia ser muito aumentada para além da velocidade do som usando um bocal De Laval. Ele patenteou esses conceitos em 1914. Ele também desenvolveu independentemente a matemática do voo de foguetes. Goddard trabalhou no desenvolvimento de foguetes de propulsão sólida desde 1914, e demonstrou um foguete leve de campo de batalha para o United States Army Signal Corps apenas cinco dias antes da assinatura do armistício que encerrou a I Guerra Mundial. Ele também começou a desenvolver foguetes de combustível líquido em 1921, mas não tinha sido levado a sério pelo público. No entanto, Goddard desenvolveu reclusamente e voou um pequeno foguete movido a líquido. Ele desenvolveu a tecnologia para 214 patentes, 212 das quais sua esposa publicou após sua morte.
Durante a Primeira Guerra Mundial, Yves Le Prieur, um oficial naval e inventor francês que mais tarde criou um aparato pioneiro de mergulho autônomo, desenvolveu foguetes de combustível sólido ar-ar (o Foguete Le Prieur). O objetivo era destruir balões de observação (chamados Saucisses ou Drachens) usados pela artilharia alemã. Estes foguetes incendiários bastante brutos, com ponta de aço, foram primeiro testados a partir de uma aeronave Voisin, depois adaptados para transporte num veloz carro esportivo suíço Pic-Pic e, por fim, empregados em batalha em aeronaves reais. Uma configuração típica era oito foguetes Le Prieur disparados eletricamente instalados nos suportes entre as asas de um biplano Nieuport. Se disparados a uma distância suficientemente curta, uma propagação de foguetes Le Prieur provou ser bastante mortal. O ás da aviação belga Willy Coppens reivindicou dezenas de abates de Drachen durante a Primeira Guerra Mundial.
Em 1920, Goddard publicou suas ideias e resultados experimentais em A Method of Reaching Extreme Altitudes ("Um Método de Alcançar Altitudes Extremas"). O trabalho incluiu observações sobre o envio de um foguete de combustível sólido para a Lua, que atraiu a atenção mundial e foi, ao mesmo tempo, elogiado e ridicularizado. Um editorial do The New York Times sugeriu, referindo-se à Terceira Lei de Newton.
Na realidade, em termos da terceira lei de Newton, um foguete "empurra contra" seus gases de escape, de modo que a falta de ar circundante não é relevante.
Em 1923, o alemão Hermann Oberth (1894-1989) publicou Die Rakete zu den Planetenräumen ("O Foguete no Espaço Planetário"), uma versão de sua tese de doutorado, depois que a Universidade de Munique a rejeitou. Em 1929, publicou um livro, Wege zur Raumschiffahrt ("Formas de Voo Espacial"), e testou um motor de foguete estático abastecido por combustível líquido por um breve período.
Em 1924, Tsiolkovsky também escreveu sobre foguetes multiestágio, em "Cosmic Rocket Trains".

## Foguetes modernos

### Período entreguerras
Os foguetes modernos originaram-se nos EUA quando Robert Goddard anexou um bocal convergente-divergente à câmara de combustão de um motor de foguete de combustível líquido. Isso transformou o gás de câmara de combustão quente em um jato hipersônico de gás mais frio e altamente direcionado, mais do que dobrar o impulso e elevar a eficiência do motor de 2% para 64%. Em 16 de Março de 1926, Goddard lançou o primeiro foguete movido a líquido em Auburn (Massachusetts).
Durante a década de 1920, várias organizações de pesquisa de foguetes apareceram em todo o mundo. O foguetismo na União Soviética começou em 1921 com extenso trabalho no GDL (russo: Газодинамическая лаборатория - Laboratório da Dinâmica dos Gases), que foi fundido com o GIRD (Группа изучения реактивного движения - Grupo para o Estudo de Propulsão Reativa) em 1933 para formar o RNII (Реактивный научно-исследовательский институт - Instituto de pesquisa de motores à reação, ver: Planador foguete). Este laboratório bem financiado e com pessoal construiu mais de 100 motores experimentais sob a direção de Valentin Glushko. O trabalho de projeto incluiu resfriamento regenerativo, ignição de propelente hipergólica e injetores de combustível de mistura de redemoinho e bipropulsão. No entanto, a prisão de Glushko durante o Grande Expurgo de Stalin em 1938 restringiu os desenvolvimentos (ver: Repressão da pesquisa científica na União Soviética).
Em 1927, a fabricante alemã de automóveis Opel começou a pesquisar veículos de foguetes junto com Max Valier e o construtor de foguetes de combustível sólido Friedrich Wilhelm Sander. Essas atividades são geralmente consideradas o primeiro programa experimental de foguetes em larga escala do mundo, o Opel-RAK sob a liderança de Fritz von Opel, levando aos primeiros carros-foguete e aviões foguete, que abriu o caminho para o programa alemão V-2 e atividades dos EUA e URSS a partir de 1950. Em 1928, Fritz von Opel pilotou o avião foguete Opel RAK.1 na pista de corrida da Opel em Rüsselsheim, Alemanha, e mais tarde o carro foguete Opel RAK.2 na pista AVUS em Berlim. Em 1928, Opel, Valier e Sander equiparam o planador Lippisch Ente, que o Opel havia comprado, com propulsão de foguete e lançou o planador tripulado. O "Ente" foi destruído em seu segundo voo. Eventualmente, o pioneiro do planador Julius Hatry foi incumbido por von Opel de construir um planador foguete, novamente chamado Opel-RAK.1, para seu programa de foguetes. Em 30 de Setembro de 1929, o próprio von Opel pilotou o RAK.1, o primeiro voo tripulado do mundo movido a foguetes do aeroporto de Frankfurt-Rebstock, mas experimentou um pouso difícil.
Opel RAK.1 - Primeiro voo tripulado público do mundo de um avião foguete em 30 de setembro de 1929.
O programa Opel-RAK e as espetaculares demonstrações públicas de veículos terrestres e aéreos atraíram grandes multidões e causaram excitação pública global conhecida como "ronco dos foguetes", e tiveram um grande impacto duradouro sobre os pioneiros do voo espacial posterior, em particular Wernher von Braun. Von Braun, de 16 anos, estava tão entusiasmado com as manifestações públicas da Opel-RAK, que construiu seu próprio carro foguete caseiro, quase se matando no processo, e causando uma grande perturbação em uma rua lotada, detonando o vagão de brinquedos ao qual ele havia anexado fogos de artifício. Ele foi levado sob custódia pela polícia local até que seu pai veio pegá-lo. A Grande Depressão pôs fim ao programa Opel-RAK e von Opel deixou a Alemanha em 1930, emigrando primeiro para os EUA, depois para a França e Suíça. Após o rompimento do programa Opel-RAK, Valier acabou sendo morto enquanto experimentava foguetes movidos a líquido em maio de 1930, e é considerado a primeira fatalidade da era espacial.
Na Alemanha, engenheiros e cientistas ficaram encantados com propulsão líquida, construindo e testando-os no final da década de 1920 dentro de Opel RAK em Rüsselsheim. De acordo com o relato de Max Valier, o designer de foguetes Opel RAK, Friedrich Wilhelm Sander lançou dois foguetes de combustível líquido na Opel Rennbahn em Rüsselsheim em 10 e 12 de Abril de 1929. Estes foguetes Opel RAK foram os primeiros europeus, e depois de Goddard o segundo foguete de combustível líquido do mundo na história. Em seu livro "Raketenfahrt" Valier descreve o tamanho dos foguetes como 21 centímetros de diâmetro e 74 centímetros de comprimento, pesando 7 kg vazios e 16 kg (35 lb) abastecidos. O impulso máximo foi de 45 a 50 kg de força (99 a 110 lbf), com um tempo total de queima de 132 segundos. Essas propriedades indicam um bombeamento de pressão de gás. O primeiro míssil subiu tão rápido que Sander o perdeu de vista. Dois dias depois, uma segunda unidade estava pronta para ir. Sander amarrou uma corda de 4.000 metros ao foguete. Depois de metade da corda ter sido desenrolada, a linha quebrou e este foguete também foi perdido, provavelmente perto do campo de provas de Opel e pista de corrida em Rüsselsheim, o "Rennbahn". O objetivo principal desses testes era desenvolver um sistema de propulsão de aeronaves para atravessar o "Canal Inglês". Além disso, o historiador de voos espaciais Frank H. Winter, curador do Museu Nacional do Ar e Espaço (Washington, D.C.), confirma que, além de foguetes de combustível sólido usados para registros de velocidade terrestre e os primeiros voos tripulados de foguetes do mundo, o grupo Opel estava trabalhando em foguetes de combustível líquido (SPACEFLIGHT, Vol. 21,2, fev. 1979): Num telegrama exclusivo para o The New York Times em 30 de Setembro de 1929, von Opel é citado como dizendo: "Sander e eu agora queremos transferir o foguete líquido do laboratório para uso prático. Com o foguete líquido espero ser o primeiro homem a voar através do Canal da Mancha. Eu não vou descansar até que eu tenha realizado isso. Em um discurso sobre a doação de uma réplica do Opel RAK.2 para o Museu Alemão, von Opel mencionou o engenheiro Josef Schaberger como um colaborador-chave. "Ele pertencia", disse von Opel, "com o mesmo entusiasmo de Sander ao nosso pequeno grupo secreto, uma das tarefas das quais era esconder todos os preparativos do meu pai, porque suas apreensões paternas o levaram a acreditar que fui feito para algo melhor do que ser um pesquisador de foguetes. Schaberger supervisionou todos os detalhes envolvidos na construção e montagem (de carros foguete), e toda vez que eu me sentava ao volante com algumas centenas de quilos de explosivos na minha traseira, e fazia o primeiro contato, eu fazia isso com uma sensação de total segurança [...] Já em 1928, o Sr. Schaberger e eu desenvolvemos um foguete líquido, que foi definitivamente o primeiro foguete permanentemente operacional em que o explosivo foi injetado na câmara de combustão e simultaneamente resfriado usando bombas. [...] Usamos benzol como combustível", continuou von Opel, "e tetróxido de nitrogênio como oxidante. Este foguete foi instalado em uma aeronave Mueller-Griessheim e desenvolveu um impulso de 70 kg de força (150 lbf)." Em Maio de 1929, o motor produziu um impulso de 200 kg (440 lb.) "por mais de quinze minutos e em Julho de 1929, os colaboradores da Opel RAK foram capazes de alcançar fases alimentadas de mais de trinta minutos para impulsos de 300 kg de força (660 lbf). nas trabalhos da Opel em Rüsselsheim", novamente de acordo com o relato de Max Valier. A Grande Depressão pôs fim às atividades do Opel RAK. O trabalho de Sander e Valier, que morreu durante a experiência em 1930, foi confiscado pelo Heereswaffenamt e integrado às atividades sob o comando do general Walter Dornberger no início e meados da década de 1930 em Kummersdorf, próximo de Berlim.
Um grupo amador de foguetes, o VfR (Verein für Raumschiffahrt), co-fundado por Max Valier, incluía Wernher von Braun, que eventualmente se tornou o chefe da estação de pesquisa do exército que projetou a arma o V-2 para os nazistas. Quando a engenharia privada de foguetes tornou-se proibida na Alemanha, Sander foi preso pela Gestapo em 1935, condenado por traição, condenado a 5 anos de prisão e forçado a vender sua empresa. Morreu em 1938.
O tenente-coronel Karl Emil Becker, chefe do Ramo de Balística e Munições do Exército Alemão, reuniu uma pequena equipe de engenheiros que incluía Walter Dornberger e Leo Zanssen, para descobrir como usar foguetes como artilharia de longo alcance para contornar a proibição do Tratado de Versalhes de pesquisa e desenvolvimento de canhões de longo alcance.  Wernher von Braun, um jovem prodígio da engenharia que, quando estudante de 18 anos, ajudou Hermann Oberth a construir seu motor de foguete líquido, foi recrutado por Becker e Dornberger para se juntar ao seu programa secreto do exército em Kummersdorf em 1932. Von Braun sonhava em conquistar o espaço com foguetes e inicialmente não via o valor militar na tecnologia de mísseis.
Em 1927, uma equipe de engenheiros de foguetes alemães, incluindo Max Valier, da Opel RAK, havia formado o VfR , e em 1931 lançou um foguete de propulsão líquida (usando oxigênio e gasolina).
Trabalho semelhante foi feito a partir de 1932 pelo professor austríaco Eugen Sänger, que migrou para a Alemanha em 1936 e trabalhou em aviões espaciais movidos a foguetes como o Silbervogel (às vezes chamado de bombardeiro "antipodal").
Em 12 de novembro de 1932, em uma fazenda em Stockton (Nova Jérsei), a tentativa da American Interplanetary Society de disparar seu primeiro foguete (baseado nos projetos da Sociedade Alemã de Foguetes) falhou em um incêndio.
Em 1936, um programa de pesquisa britânico baseado em Fort Halstead em Kent sob a direção do Dr. Alwyn Crow começou a trabalhar em uma série de foguetes de combustível sólido não guiados que poderiam ser usados como armas antiaéreas. Em 1939, uma série de disparos de teste foram realizados na colônia britânica da Jamaica, em uma faixa especialmente construída.
Na década de 1930, o Reichswehr alemão (que em 1935 se tornou a Wehrmacht) começou a se interessar por foguetes.  As restrições de artilharia impostas pelo Tratado de Versalhes de 1919 limitaram o acesso da Alemanha a armas de longa distância. Vendo a possibilidade de usar foguetes como fogo de artilharia de longo alcance, a Wehrmacht inicialmente financiou a equipe VfR, mas como seu foco era estritamente científico, criou sua própria equipe de pesquisa. A mando de líderes militares, Wernher von Braun, na época um jovem aspirante a cientista de foguetes, juntou-se aos militares (seguido por dois ex-membros da VfR) e desenvolveu armas de longo alcance para uso na Segunda Guerra Mundial pela Alemanha Nazista.

### Segunda Guerra Mundial
No início da guerra, os britânicos haviam equipado seus navios de guerra com foguetes antiaéreos não guiados não rotativos, e em 1940, os alemães haviam desenvolvido um lançador múltiplo de foguetes superfície-superfície, o Nebelwerfer, e os soviéticos já haviam introduzido o foguete ar-terra RS-132. Todos esses foguetes foram desenvolvidos para uma variedade de papéis, notadamente o foguete Katyusha.
Durante a Segunda Guerra Mundial, o Major-General Dornberger era o chefe militar do programa de foguetes do exército, Zanssen tornou-se o comandante do centro de foguetes do exército Peenemünde, e von Braun era o diretor técnico do programa de mísseis balísticos. Eles lideraram a equipe que construiu a Aggregat (família de foguetes), que se tornou o primeiro veículo a chegar ao espaço sideral durante seu programa de voo de teste em 1942 e 1943. Em 1943, A Alemanha começou a produzir em massa o A-4 como o Vergeltungswaffe 2 ("Arma de Vingança" 2, ou mais comumente, V-2), um míssil balístico com um alcance de 320 quilômetros (200 mi) carregando uma ogiva de 1.130 kg (2.490 lb) a 4.000 quilômetros por hora (2.500 mph). Sua velocidade supersônica significava que não havia defesa contra ele, e a detecção de radar fornecia pouca eficácia. A Alemanha usou a arma para bombardear o sul da Inglaterra e partes da Europa Ocidental libertada pelos Aliados de 1944 até 1945. Após a guerra, o V-2 tornou-se a base dos primeiros projetos de foguetes americanos e soviéticos.
Em 1943, a produção do foguete V-2 começou na Alemanha. Tinha um alcance operacional de 300 km (190 mi) e carregava uma ogiva de 1.000 kg, com uma carga explosiva de amatol. Ele normalmente alcançava uma altitude máxima operacional de cerca de 90 km (56 mi), mas poderia alcançar 206 km (128 mi) se lançado verticalmente. O veículo era semelhante à maioria dos foguetes modernos, com turbobombas, navegação inercial e muitas outras características. Milhares foram disparados contra várias nações aliadas, principalmente a Bélgica, bem como a Inglaterra e a França. Embora não pudessem ser interceptados, o projeto do sistema de orientação e a única ogiva convencional significavam que eles eram insuficientemente precisos contra alvos militares. Um total de 2.754 pessoas na Inglaterra foram mortas, e 6.523 ficaram feridas antes do fim da campanha de lançamento. Houve também 20.000 mortes por trabalho escravo durante a construção das V-2. Embora não tenha afetado significativamente o curso da guerra, o V-2 forneceu uma demonstração letal do potencial de foguetes guiados como armas.
Paralelamente ao programa de mísseis guiados na Alemanha Nazista, foguetes também foram usados em aeronaves, seja para auxiliar a decolagem horizontal (RATO), decolagem vertical (Bachem Ba 349 "Natter") horizontal (Me 163, etc.). Durante a guerra, a Alemanha também desenvolveu vários mísseis guiados e não guiados ar-ar, terra-ar e terra-terra.
| |                    |                        |
| Uma bateria de lançadores Katyusha dispara contra as forças alemãs durante a Batalha de Stalingrado, 6 de Outubro de 1942 | Disparo de um V-2. | Vista em corte do V-2. |

### Pós-guerra
No final da Segunda Guerra Mundial, equipes militares e científicas soviéticas, britânicas e estadounidenses correram para capturar tecnologia e treinaram pessoal do programa alemão de foguetes em Peenemünde. URSS e Grã-Bretanha tiveram algum sucesso, mas os Estados Unidos foram os que mais se beneficiaram. Os EUA capturaram um grande número de cientistas alemães de foguetes, incluindo von Braun, e os trouxeram para os Estados Unidos como parte da Operação Paperclip. Nos EUA, os mesmos foguetes que foram projetados para bombardear a Grã-Bretanha foram usados em vez disso por cientistas como veículos de pesquisa para desenvolver a nova tecnologia ainda mais. O V-2 evoluiu para o foguete estadounidense Redstone, usado no programa espacial inicial.
No pós-guerra, os foguetes foram usados para estudar condições de alta altitude, por telemetria de rádio de temperatura e pressão da atmosfera, detecção de raios cósmicos e mais pesquisas; notavelmente o Bell X-1, o primeiro veículo tripulado a quebrar a barreira do som. Isso continuou nos EUA sob von Braun e os outros, que estavam destinados a se tornar parte da comunidade científica dos EUA.
Independentemente, na pesquisa do programa espacial soviético continuou sob a liderança do designer-chefe Sergei Korolev. Com a ajuda de técnicos alemães, o V-2 foi duplicado e melhorado como os mísseis R-1, R-2 e R-5. Os desenhos alemães foram abandonados no final da década de 1940, e os trabalhadores estrangeiros foram enviados para casa. Uma nova série de motores construídos por Glushko e baseados em invenções de Aleksei Isaev formaram a base do primeiro ICBM (míssil balístico intercontinental), o R-7. O R-7 lançou o primeiro satélite artificial, o Sputnik 1, e mais tarde Yuri Gagarin, o primeiro homem no espaço, e as primeiras sondas lunares e planetárias. Este foguete ainda está em uso hoje. Esses eventos de prestígio atraíram a atenção dos principais políticos, juntamente com fundos adicionais para novas pesquisas.
Um problema que não havia sido resolvido foi a reentrada atmosférica. Foi demonstrado que um veículo orbital tinha energia cinética suficiente para se vaporizar, e ainda assim era sabido que meteoritos podem chegar ao chão. O mistério foi resolvido nos EUA em 1951, quando Harry Julian Allen e Alfred J. Eggers do NACA (National Advisory Committee for Aeronautics) fizeram a descoberta contra-intuitiva de que uma forma contundente (alto arrasto) permitia o escudo térmico mais eficaz. Com esse tipo de forma, cerca de 99% da energia vai para o ar em vez do veículo, e isso permitiu a recuperação segura de veículos orbitais.
A descoberta de Allen e Eggers, inicialmente tratada como um segredo militar, foi eventualmente publicada em 1958. A teoria do corpo brusco possibilitou os projetos de escudo térmico que foram incorporados nas cápsulas espaciais Mercury, Gemini, Apollo e Soyuz, permitindo que astronautas e cosmonautas sobrevivessem à reentrada ardente na atmosfera terrestre. Alguns aviões espaciais, como o Ônibus Espacial, fizeram uso da mesma teoria. Na época em que a STS (Sistema de Transporte Espacial) estava sendo concebido, Maxime Faget, diretor de engenharia e desenvolvimento do Centro Espacial Lyndon B. Johnson, não estava satisfeito com o método de reentrada puramente sustentante (como proposto para o cancelado Boeing X-20 Dyna-Soar). Ele projetou um ônibus espacial que operava como um corpo sustentante entrando na atmosfera em um ângulo de ataque extremamente alto de 40°  com a parte inferior voltada para a direção do voo, criando uma grande onda de choque que desviaria a maior parte do calor ao redor do veículo em vez de entrar nele. O Ônibus Espacial usou uma combinação de entrada balística (teoria do corpo contundente) e reentrada aerodinâmica; a uma altitude de cerca de 122.000 m (400.000 pés), a atmosfera se torna densa o suficiente para que a fase de reentrada aerodinâmica comece. Durante a reentrada, o Shuttle rolou para mudar a direção do elevador de forma prescrita, mantendo a desaceleação máxima bem abaixo de 2 Gs. Estas manobras de rolo permitiram que o Shuttle usasse sua elevação para dirigir-se em direção à pista.
| | | |
| Um soldado dos EUA com Walter Dornberger, Herbert Axter, Wernher von Braun, Hans Lindenberg e Bernhard Tessmann (parcialmente cortado) depois que os cientistas se renderam aos Aliados em 1945. | R-7 8K72 "Vostok" exibido permanentemente na Feira de Moscou em Ostankino; o foguete é mantido no lugar por seu transportador ferroviário, que é montado em quatro vigas diagonais que constituem o pedestal de exibição. Aqui, o transportador ferroviário inclinou o foguete na vertical, como faria em sua estrutura de plataforma de lançamento - o que está faltando nesta exibição. | Protótipo do Veículo de Reentrada (RV) Mk-2 da General Electric (EUA), baseado na teoria de Harry Julian Allen (Blunt Body theory). |

### Guerra Fria
Os foguetes tornaram-se extremamente importantes militarmente como modernos ICBM's quando se percebeu que as armas nucleares transportadas em foguete eram essencialmente impossíveis de serem paradas pelos sistemas de defesa existentes uma vez lançados, e lançar veículos como o R-7, Atlas e Titan tornaram-se plataformas de entrega para essas armas.
Estimuldada em parte pela Guerra Fria, a década de 1960 tornou-se a década de rápido desenvolvimento da tecnologia de foguetes particularmente na União Soviética (Vostok, Soyuz, Proton) e nos Estados Unidos (por exemplo, as aeronaves X-15 e X-20 Dyna-Soar). Houve também pesquisas significativas em outros países, como França, Grã-Bretanha, Japão, Austrália, etc., e um uso crescente de foguetes para exploração espacial, com imagens retornadas do lado oculto da Lua e voos não tripulados para exploração de Marte.
Nos EUA, os programas tripulados de voo espacial, Mercury, Gemini, e mais tarde Apollo , culminaram em 1969 com o primeiro pouso tripulado na Lua usando o Saturno V, fazendo o The New York Times publicar uma errata sobre seu editorial anterior de 1920, afirmando que o voo espacial não poderia funcionar:
|                                                                                  |                                          |
| Diamant, do segundo programa de foguetes francês, desenvolvido a partir de 1961. | Equipe de foguetes de Von Braun em 1961. |

Na década de 1970, os Estados Unidos fizeram mais cinco pousos lunares antes de cancelar o programa Apollo em 1975. O veículo de substituição, o ônibus espacial parcialmente reutilizável, destinava-se a ser mais barato, mas não foi alcançada grande redução de custos. Enquanto isso, em 1973, o programa do sistema de lançamento descartável Ariane foi iniciado, um lançador que no ano 2000 capturaria grande parte do mercado de satélites geoestacionários. [citação necessária]

### Concorrência de mercado
Desde o início da década de 2010, surgiram novas opções privadas para a obtenção de serviços de voo espacial, trazendo uma concorrência substancial do mercado para o negócio de provedores de serviços de lançamento existentes. Inicialmente, essas forças de mercado manifestaram-se através de dinâmicas competitivas entre as capacidades de transporte de carga a preços diversos, tendo maior influência na compra de lançamento de foguetes do que as considerações políticas tradicionais do país de fabricação ou da entidade nacional particular que utiliza, regula ou licencia o serviço de lançamento.
Após o início da era espacial espacial no final da década de 1950, os serviços de lançamento espacial surgiram, exclusivamente por programas nacionais. Mais tarde, no século XX, as operadoras comerciais tornaram-se clientes significativos de provedores de lançamento. A concorrência internacional para o subconjunto de carga por satélite de comunicações do mercado de lançamento foi cada vez mais influenciada por considerações comerciais. No entanto, mesmo durante esse período, tanto para satélites lançado por entidades comerciais quanto governamentais, os provedores de serviços de lançamento dessas cargas usaram  veículos de lançamento construídos com especificações governamentais, e com financiamento de desenvolvimento fornecido pelo Estado exclusivamente.
No início da década de 2010, surgiram sistemas de veículos de lançamento desenvolvidos privadamente e ofertas de serviços de lançamento espacial. As empresas agora enfrentavam incentivos econômicos e não os incentivos principalmente políticos das décadas anteriores. O negócio de lançamentos espaciais experimentou uma redução dramática dos preços por unidade, juntamente com a adição de recursos totalmente novos, trazendo uma nova fase de concorrência no mercado de lançamentos espaciais.